# Seleção Italiana de Voleibol Masculino Sub-19
A Seleção Italiana de Voleibol Masculino Sub-19, também conhecida como Itália Sub-19, é a seleção italiana  de voleibol formada por jogadores com idade inferior a 19 anos. A equipe é mantida pela Federação Italiana de Voleibol (FIPAV) e encontra-se na 5ª posição do ranking mundial da FIVB segundo dados de 4 de setembro de 2024.

## Resultados

### Jogos Olímpicos da Juventude
A Seleção Italiana Sub-19 nunca participou dos Jogos Olímpicos da Juventude.

### Campeonato Mundial
| Campeonato Mundial Sub-19 | Campeonato Mundial Sub-19 | Campeonato Mundial Sub-19 |
| Ano                       | Sede                      | Classificação             |
| ------------------------- | ------------------------- | ------------------------- |
| 1995                      | San Juan                  | 2º                        |
| 1997                      | Teerã                     | 1º                        |
| 2001                      | Cairo                     | 13º                       |
| 2003                      | Suphanburi                | 9º                        |
| 2005                      | Argel–Orã                 | 3º                        |
| 2009                      | Bassano–Jesolo            | 8º                        |
| 2015                      | Corrientes–Resistência    | 5º                        |
| 2017                      | Rifa–Issa                 | 9º                        |
| 2019                      | Tunes                     | 1º                        |
| 2021                      | Teerã                     | 6º                        |
| 2023                      | San Juan                  | 7º                        |
| 2025                      | Tasquente                 | 5º                        |

### Campeonato Europeu Sub-18/19
| Campeonato Europeu Sub-18 | Campeonato Europeu Sub-18 | Campeonato Europeu Sub-18 |
| Ano                       | Sede                      | Classificação             |
| ------------------------- | ------------------------- | ------------------------- |
| 1995                      | Espanha                   | 2º                        |
| 1997                      | Eslováquia                | 1º                        |
| 1999                      | Polónia                   | 8º                        |
| 2001                      | República Checa           | 4º                        |
| 2003                      | Croácia                   | 3º                        |
| 2005                      | Letónia                   | 3º                        |
| 2007                      | Áustria                   | 8º                        |
| 2009                      | Países Baixos             | 9º                        |
| 2013                      | /                         | 7º                        |
| 2015                      | Turquia                   | 2º                        |
| 2017                      | /                         | 2º                        |
| 2018                      | /                         | 2º                        |
| 2020                      | Itália                    | 2º                        |
| 2022                      | Geórgia                   | 8º                        |
| 2024                      | Bulgária                  | 2º                        |